# Wande (rapper)
}}
Ireoluwa-Anike Dees, também conhecida como Wande ou Anike Dees, nomes artísticos de Mutiat Yewande Isola, é uma artista nigeriana-americana de hip hop cristão, atriz e ex-jornalista e administradora empresarial de Austin, Texas, nos Estados Unidos. Ela assinou contrato com a gravadora de hip hop cristão Reach Records em 2019, onde trabalhou como administradora empresarial. Antes disso, como artista independente, de 2013 a 2018, a cantora lançou vários singles e fez inúmeras aparições em várias músicas, além de trabalhar como jornalista musical. Ela é a primeira mulher a assinar o contrato com a Reach Records. O seu primeiro EP, "saída", foi lançado em 24 de abril de 2020, acompanhado por um mini-EP "A Decisão" em 4 de dezembro de 2020.

## Biografia
A Wande nasceu na Nigéria, mas criada em na cidade de Round Rock, Texas e depois em Austin, Texas, nos Estados Unidos. Além do inglês, ela é fluente em Yoruba. A maior parte da familia dela era muçulmana, menos a mãe dela, que era evangélica. De primeira ela não era permitida a ir para a igreja, depois começou a ter que acordar às cinco da manhã para ler a Bíblia e ir com a mãe para o trabalho para que ela pudesse ser levada para a igreja  A Wande falou em abril de 2020 que costumava a brincar. "que eu ia para a Mesquita e para a igreja". A curiosidade sobre Deus guiou ela a procurar pela internet pelo rap cristão, e o primeiro resultado a aparecer foi a música de 2006 chamada "orando por você" do Lecrae. Na sexta série, ela começou a tocar flauta e estudou música na infância. A Wande se converteu ao cristianismo na sétima série enquanto era estagiaria em 2009 em Columbus, Texas, Uma decisão que fez ela sofrer oposição na família dela. Enquanto ela estava no acampamento, ela viu uma performance musical pelo conjunto de hip hop cristão turma 116 , com a participação de Lecrae, Trip Lee, Tedashii, e Sho Baraka.
Apesar deste interesse inicial pela música, a Wande queria ser médica e se matriculou em um programa de saúde e ciência no ensino médio. Ela se interessou em fazer rap depois que um professor de biologia lhe permitiu compor um rap sobre transporte celular em vez de escrever uma redação ou fazer uma apresentação. Apesar disso, a Wande, no começo, continuou estudando ciências da saúde e da ciência, até mesmo conseguindo uma licença para trabalhar ser assistente de enfermagem. De acordo com a cantora Wande, ela teve "uma luta interna com o rap. Os africanos, na verdade, não se metem com carreiras criativas. Você se torna médico ou advogado". No entanto, a cantora Wande decidiu mudar de especialidades e foi trabalhar no jornalismo e nas relações públicas na Universidade do Texas em Austin. Como jornalista, ela antecipou que poderia ter acesso a artistas, organizações de concertos e realizar entrevistas. Ela logo começou a escrever para o site de hip hop evangélico chamado Rapzilla, e começou a ajudar a gravadora de hip hop cristão RMG. Ela fazia raps em eventos do campus da universidade como uma forma de ministério cristão. Ela era uma participante da fraternidade Alpha Kappa Alpha e Sigma Phi Lambda, da Associação Nacional de Jornalistas Negros, da empresa IGotSole Dance e dos Texas Orange Jackets.  O seu primeiro disco que foi lançado foi uma participação na música "B.I.G". por D-Flow no seu álbum de 2013 chamado "Quarter to Vinci".  A cantora lançou o seu primeiro single chamado "No Flex" com a participação de ikilledmarlon, no mês maio de 2016. A cantora Wande se apresentou no South by Southwest nos anos de 2016, 2017, e 2018. Ela trabalhou como administradora empresarial para Ace Harris, e em 2017, enquanto ela ainda estava prosseguindo sua educação universitária, ela começou fazer estágio na Reach Records. Ela lançou onze músicas durante o ano de 2018, fazendo a lista Rapzilla dos 15 cantores em alta do ano de 2019. Um pouco antes da formatura dela em 2018, ela foi contratada para trabalhar como administradora empresarial da gravadora Reach Records.

### Reach Records (2018—presente)
No ano seguinte, cinco meses depois da contratação dela como administradora empresarial, ela assinou contrato como artista musical com a gravadora Reach Records. A cantora lançou o seu single de estreia pela gravadora, "a música Blessed Up", em abril. O single seria listado no ano seguinte na playlist da Michelle Obama. A Wande é a primeira mulher a assinar contrato com a gravadora Reach Records. A cantora demonstrou a esperança de que sua assinatura de contrato se tornasse mais fácil para outras rappers seguirem uma carreira no hip hop evangélico altamente dominado pelos homens. “Acho que isso mostrará para outras gravadoras que você não deve ter medo de contratar cantoras. Ouço muitas desculpas como: 'Ah, é caro' ou 'Ah, não sabemos como o mercado vai reagir a uma mulher. 'Eles vão comprar músicas para ela?' Obviamente, muitas empresas cristãs não têm dinheiro para experimentar contratar casualmente um artista cristão, porque você tem que ter certeza de que eles são lucrativos. Então, muitas mulheres ficam com desconfiadas porque não querem apostar em uma mulher." A cantora disse que no início demorou um pouco para que sua música fosse lançada por causa da resistência que ela encontrou na indústria musical porque suas habilidades eram tratados como sem valor por ela ser mulher. Por exemplo, ela fala que “Eu ia para algum lugar, escrevia um álbum inteiro, pedia a batida da música e a pessoa não mandava a música. Eu aprendi muito de como as pessoas valorizam você”. Ela também falou da dificuldade em obter exposição à sua música quando as letras das músicas não falam de sexo. “Até os artistas como o caso do cantor Cardi B falaram que testaram e as pessoas vão colocar as músicas sexuais em alta e dizer ‘o que é isso’ para as músicas com um significado mais profundo.”